# کیم می ره
کیم می ره (انگلیسی: Kim Mi-rae؛ زادهٔ ۷ آوریل ۲۰۰۱) ورزشکار شیرجه اهل کره شمالی است.
وی در مسابقات کشوری و بین‌المللی در مجموع برندهٔ ۳ مدال نقره، ۳ مدال برنز شده است.